# Feyenoord Rotterdam 2021-2022
Questa voce raccoglie le informazioni riguardanti il Feyenoord Rotterdam nelle competizioni ufficiali della stagione 2021-2022.

## Stagione
La stagione 2021-2022 fu la 114° dalla nascita del Feyenoord Rotterdam e la 100ª stagione consecutiva nel massimo campionato olandese. In questa stagione partecipò anche alla KNVB beker e alla UEFA Europa Conference League, e in quest'ultima arrivò in finale, battuta dalla Roma

## Maglie e sponsor
Lo sponsor tecnico per la stagione 2021-2022 fu Adidas, mentre lo sponsor ufficiale è EuroParcs. La divisa casalinga è composta dalla classica maglietta bianca e rossa, con pantaloncini e calzettoni neri. Quella da trasferta prevede invece una maglia verde con maniche bianche, pantaloncini e calzettoni bianchi.
| Casa | Trasferta | Terza divisa |

## Rosa
In corsivo i calciatori ceduti durante la stagione  
| N. |                        | Ruolo | Calciatore             |
| -- | ---------------------- | ----- | ---------------------- |
| 1  | Paesi Bassi (bandiera) | P     | Justin Bijlow          |
| 2  | Norvegia (bandiera)    | D     | Marcus Pedersen        |
| 3  | Paesi Bassi (bandiera) | D     | Lutsharel Geertruida   |
| 4  | Argentina (bandiera)   | D     | Marcos Senesi          |
| 5  | Paesi Bassi (bandiera) | D     | Ridgeciano Haps        |
| 5  | Paesi Bassi (bandiera) | D     | Tyrell Malacia         |
| 6  | Paesi Bassi (bandiera) | C     | Mark Diemers           |
| 6  | Paesi Bassi (bandiera) | D     | Jorrit Hendrix         |
| 7  | Paesi Bassi (bandiera) | A     | Luis Sinisterra        |
| 8  | Paesi Bassi (bandiera) | c     | Leroy Fer              |
| 9  | Iran (bandiera)        | A     | Alireza Jahanbakhsh    |
| 10 | Turchia (bandiera)     | C     | Orkun Kökçü (capitano) |
| 11 | Paesi Bassi (bandiera) | A     | Bryan Linssen          |
| 13 | Paesi Bassi (bandiera) | D     | Philippe Sandler       |
| 14 | Inghilterra (bandiera) | D     | Reiss Nelson           |
| 16 | Belgio (bandiera)      | C     | Francesco Antonucci    |
| 16 | Romania (bandiera)     | P     | Valentin Cojocaru      |
| 17 | Norvegia (bandiera)    | C     | Fredrik Aursnes        |
| 18 | Austria (bandiera)     | D     | Gernot Trauner         |
| 19 | Slovacchia (bandiera)  | A     | Róbert Boženík         |

| N. |                        | Ruolo | Calciatore           |
| -- | ---------------------- | ----- | -------------------- |
| 19 | Stati Uniti (bandiera) | C     | Cole Bassett         |
| 20 | Portogallo (bandiera)  | C     | João Carlos Teixeira |
| 20 | Paesi Bassi (bandiera) | C     | Mats Wieffer         |
| 21 | Israele (bandiera)     | P     | Ofir Marciano        |
| 23 | Senegal (bandiera)     | A     | Aliou Baldé          |
| 23 | Svezia (bandiera)      | A     | Patrik Wålemark      |
| 24 | Paesi Bassi (bandiera) | A     | Naoufal Bannis       |
| 25 | Paesi Bassi (bandiera) | D     | Ramon Hendriks       |
| 26 | Paesi Bassi (bandiera) | C     | Guus Til             |
| 28 | Paesi Bassi (bandiera) | C     | Jens Toornstra       |
| 30 | Paesi Bassi (bandiera) | P     | Thijs Jansen         |
| 32 | Paesi Bassi (bandiera) | D     | Denzel Hall          |
| 33 | Nigeria (bandiera)     | A     | Cyriel Dessers       |
| 35 | Paesi Bassi (bandiera) | D     | Wouter Burger        |
| 43 | Paesi Bassi (bandiera) | D     | Mimeirhel Benita     |
| 45 | Paesi Bassi (bandiera) | C     | Lennard Hartjes      |
| 48 | Paesi Bassi (bandiera) | C     | Antoni Milambo       |
| 49 | Paesi Bassi (bandiera) | P     | Tein Troost          |
| 57 | Paesi Bassi (bandiera) | D     | Sem Valk             |
| 60 | Paesi Bassi (bandiera) | D     | Twan van der Zeeuw   |

## Calciomercato

### Sessione estiva(dal 01/07 al 01/09)
| Acquisti         | Acquisti            | Acquisti         | Acquisti                 |
| R.               | Nome                | da               | Modalità                 |
| ---------------- | ------------------- | ---------------- | ------------------------ |
| D                | Marcus Pedersen     | Molde            | definitivo (2 milioni €) |
| A                | Alireza Jahanbakhsh | Brighton         | definitivo (1 milioni €) |
| C                | Guus Til            | Spartak Mosca    | prestito (1 milione €)   |
| C                | Fredrik Aursnes     | Molde            | definitivo (450 mila €)  |
| P                | Ofir Marciano       | Hibernian        | gratuito (4 milioni €)   |
| A                | Reiss Nelson        | Arsenal          | prestito                 |
| A                | Cyriel Dessers      | Genk             | prestito                 |
| Altre operazioni |                     |                  |                          |
| R.               | Nome                | da               | Modalità                 |
| C                | Francesco Antonucci | Volendam         | fine prestito            |
| C                | Luciano Narsingh    | Twente           | fine prestito            |
| C                | Wouter Burger       | Sparta Rotterdam | fine prestito            |
| D                | Sven van Beek       | Willem II        | fine prestito            |
| D                | George Johnston     | Wigan            | fine prestito            |
| D                | Liam Kelly          | Oxford Utd       | fine prestito            |

| Cessioni         | Cessioni              | Cessioni             | Cessioni                   |
| R.               | Nome                  | a                    | Modalità                   |
| ---------------- | --------------------- | -------------------- | -------------------------- |
| C                | Steven Berghuis       | Ajax                 | definitivo (5,5 milioni €) |
| D                | Wouter Burger         | Basilea              | definitivo (700 mila €)    |
| D                | Ridgeciano Haps       | Venezia              | definitivo (500 mila €)    |
| C                | Leroy Fer             | Alanyaspor           | gratuito                   |
| D                | Bart Nieuwkoop        | Union Saint-Gilloise | gratuito                   |
| A                | Nicolai Jørgensen     | Kasımpaşa            | gratuito                   |
| P                | Nick Marsman          | Inter Miami          | gratuito                   |
| D                | Sven van Beek         | Heerenveen           | gratuito                   |
| D                | Eric Botteghin        | Ascoli               | gratuito                   |
| A                | Dylan Vente           | Roda JC              | gratuito                   |
| D                | George Johnston       | Bolton               | gratuito                   |
| P                | Ramón ten Hove        | Esbjerg              | gratuito                   |
| D                | Liam Kelly            | Rochdale             | gratuito                   |
| Altre operazioni |                       |                      |                            |
| R.               | Nome                  | da                   | Modalità                   |
| A                | Róbert Boženík        | Fortuna Düsseldorf   | prestito                   |
| A                | Christian Conteh      | Sandhausen           | prestito                   |
| A                | Marouan Azarkan       | Excelsior            | prestito                   |
| D                | Achraf El Bouchataoui | RKC Waalwijk         | prestito                   |
| A                | Luciano Narsingh      |                      | svincolato                 |
| D                | Uroš Spajić           | Krasnodar            | fine prestito              |
| A                | Lucas Pratto          | River Plate          | fine prestito              |

### Sessione invernale(dal 01/01 al 31/01)
| Acquisti | Acquisti          | Acquisti        | Acquisti                    |
| R.       | Nome              | da              | Modalità                    |
| -------- | ----------------- | --------------- | --------------------------- |
| A        | Patrik Wålemark   | Häcken          | definitivo (3,25 milioni €) |
| D        | Philippe Sandler  | Manchester City | gratuito                    |
| C        | Cole Bassett      | Colorado        | prestito                    |
| C        | Jorrit Hendrix    | Manchester City | gratuito                    |
| P        | Valentin Cojocaru | Dnipro-1        | prestito                    |
| A        | Christian Conteh  | Sandhausen      | fine prestito               |

| Cessioni | Cessioni             | Cessioni    | Cessioni |
| R.       | Nome                 | a           | Modalità |
| -------- | -------------------- | ----------- | -------- |
| C        | João Carlos Teixeira | Famalicão   | gratuito |
| C        | Mark Diemers         | Hannover 96 | prestito |
| C        | Francesco Antonucci  | Volendam    | prestito |
| A        | Aliou Baldé          | KSK Beveren | prestito |
| A        | Christian Conteh     | Dordrecht   | prestito |
| A        | Naoufal Bannis       | NAC Breda   | prestito |

## Risultati

### Eredivisie

#### Girone di andata
| Arbitro: | Gözübüyük |

|  |           |                                                 |
|  | Marcatori | 16’ Linssen 24’ Sinisterra 47’ Til 90+1’ Bannis |

| Arbitro: | Dieperink |

|                  |           |  |
| Linssen 59’, 86’ | Marcatori |  |

| Arbitro: | Higler |

|                                                 |           |                |
| W. Janssen 45+2’ Sylla 47’ Gustafson 50’ (rig.) | Marcatori | 45’ Sinisterra |

| Arbitro: | Nijhuis |

|                       |           |           |
| Sinisterra 45+7’, 70’ | Marcatori | 15’ Bakış |

| Arbitro: | Makkelie |

|  |           |                                                |
|  | Marcatori | 45+1’, 85’ Toornstra 71’ Linssen 90+2’ Dessers |

| Arbitro: | van den Kerkhof |

|                          |           |             |
| Til 12’, 88’ Linssen 60’ | Marcatori | 82’ Veerman |

| Arbitro: | Kooij |

|                                                            |           |                                       |
| Kökçü 14’ (rig.) Sinisterra 17’ Til 80’, 87’ Dessers 90+2’ | Marcatori | 32’ Mattsson 44’ Odenthal 74’ Verdonk |

| Arbitro: | Gözübüyük |

|                |           |         |
| Openda 6’, 46’ | Marcatori | 29’ Til |

| Arbitro: | van Boekel |

|                       |           |                         |
| Toornstra 34’ Til 47’ | Marcatori | 37’ Odgaard 45+1’ Anita |

| Arbitro: | Nijhuis |

|                   |           |                                     |
| Sambissa 23’, 50’ | Marcatori | 25’ Linssen 45’ Aursnes 58’ Malacia |

| Arbitro: | Blom |

|  |           |               |
|  | Marcatori | 90+2’ Dessers |

| Arbitro: | Lindhout |

|               |           |  |
| Dessers 90+2’ | Marcatori |  |

| Arbitro: | van den Kerkhof |

|                                       |           |  |
| Linssen 6’, 31’ Sinisterra 9’ Til 35’ | Marcatori |  |

| Enschede 28 novembre 2021, ore 14:30 UTC+1 14ª giornata | Twente | 0 – 0 referto | Feyenoord | De Grolsch Veste (0 spett.)\| Arbitro: \| Higler \| |
| Arbitro:                                                | Higler |               |           |                                                     |

| Arbitro: | Lindhout |

|                                                        |           |  |
| Til 8’ Linssen 26’, 52’ Sinisterra 63’ Jahanbakhsh 89’ | Marcatori |  |

| Arbitro: | Makkelie |

|                   |           |            |
| Strand Larsen 65’ | Marcatori | 60’ Senesi |

| Arbitro: | Higler |

|  |           |                                    |
|  | Marcatori | 44’ (aut.) Senesi 81’ (rig.) Tadić |

#### Girone di ritorno
| Arbitro: | Manschot |

|  |           |                                |
|  | Marcatori | 32’ Til 44’ Senesi 58’ Linssen |

| Arbitro: | Lindhout |

|  |           |            |
|  | Marcatori | 69’ Openda |

| Arbitro: | Manschot |

|            |           |                                                 |
| Schöne 17’ | Marcatori | 32’ (rig.), 53’ Kökçü 64’ Jahanbakhsh 90+1’ Til |

| Arbitro: | Gözübüyük |

|                                       |           |  |
| Kökçü 4’ Jahanbakhsh 11’ Til 50’, 70’ | Marcatori |  |

| Arbitro: | Manschot |

|  |           |                       |
|  | Marcatori | 45’ Kökçü 89’ Hendrix |

| Arbitro: | Kamphuis |

|                                          |           |           |
| Sinisterra 24’ Kökçü 45’ Jahanbakhsh 49’ | Marcatori | 17’ Boere |

| Arbitro: | Higler |

|                                 |           |                |
| Karlsson 19’ (rig.), 30’ (rig.) | Marcatori | 52’ Geertruida |

| Arbitro: | van Boekel |

|             |           |              |
| Dessers 71’ | Marcatori | 23’ de Leeuw |

| Arbitro: | van den Kerkhof |

|                 |           |                            |
| van Polen 45+2’ | Marcatori | 67’ Sinisterra 77’ Dessers |

| Arbitro: | Makkelie |

|                                 |           |                       |
| Haller 24’ Tadić 78’ Antony 86’ | Marcatori | 8’ Sinisterra 28’ Til |

| Arbitro: | van de Graaf |

|                              |           |  |
| Sinisterra 67’ Linssen 90+2’ | Marcatori |  |

| Arbitro: | Manschot |

|          |           |                                           |
| Bakış 1’ | Marcatori | 21’ Kökçü 39’ Nelson 45’ Til 70’ Wålemark |

| Arbitro: | Nijhuis |

|                                           |           |                   |
| van der Hoorn 48’ (aut.) Sinisterra 90+6’ | Marcatori | 64’ van de Streek |

| Arbitro: | Lindhout |

|              |           |                               |
| Flemming 70’ | Marcatori | 8’, 25’ Geertruida 52’ Nelson |

| Arbitro: | Gözübüyük |

|                           |           |                |
| Dessers 86’, 90+6’ (rig.) | Marcatori | 16’, 29’ Gakpo |

| Arbitro: | Makkelie |

|  |           |             |
|  | Marcatori | 71’ Linssen |

| Arbitro: | Gözübüyük |

|             |           |                      |
| Dessers 68’ | Marcatori | 27’ Līmnios 37’ Smal |

### KNVB beker
| Arbitro: | Gözübüyük |

|                         |           |             |
| Troupée 79’ Ugalde 114’ | Marcatori | 47’ Dessers |

### UEFA Europa Conference League

#### Turni preliminari di qualificazione
| Pristina 22 luglio 2021, ore 21:00 CEST ritorno → | Drita         | 0 – 0 referto | Feyenoord | Stadio Fadil Vokrri (2 400 spett.)\| Arbitro: \| Antti Munukka \| |
| Arbitro:                                          | Antti Munukka |               |           |                                                                   |

| Arbitro: | Espen Eskås |

|                  |           |                           |
| Til 7’, 67’, 90’ | Marcatori | 12’ Simonovski 16’ Fazliu |

| Arbitro: | Alejandro Hernández |

|  |           |                            |
|  | Marcatori | 9’, 39’ Til 84’ Sinisterra |

| Arbitro: | Marco Guida |

|                                    |           |  |
| Jahanbakhsh 9’, 34’ Sinisterra 48’ | Marcatori |  |

#### Spareggi
| Arbitro: | Craig Pawson |

|                                                      |           |  |
| Sinisterra 25’, 37’, 48’ Jahanbakhsh 30’ Linssen 58’ | Marcatori |  |

| Arbitro: | Georgi Kabakov |

|                                         |           |         |
| Larsson 42’ Bernhardsson 50’ Ndione 77’ | Marcatori | 61’ Til |

#### Fase a gironi
| Haifa 14 settembre 2021, ore 16:30 CEST 1ª giornata | Maccabi Haifa | 0 – 0 referto | Feyenoord | Stadio Sammy Ofer (15 850 spett.)\| Arbitro: \| Fabio Maresca \| |
| Arbitro:                                            | Fabio Maresca |               |           |                                                                  |

| Arbitro: | Radu Petrescu |

|                       |           |           |
| Kökçü 14’ Linssen 24’ | Marcatori | 63’ Holeš |

| Arbitro: | Giorgi Kruashvili |

|                                            |           |             |
| Jahanbakhsh 11’ Linssen 29’ Sinisterra 76’ | Marcatori | 35’ Awoniyi |

| Arbitro: | Daniel Stefański |

|             |           |                            |
| Trimmel 41’ | Marcatori | 15’ Sinisterra 72’ Dessers |

| Arbitro: | Mattias Gestranius |

|                         |           |                    |
| Olayinka 12’ Kuchta 66’ | Marcatori | 31’, 90+3’ Dessers |

| Arbitro: | Mykola Balakin |

|                        |           |             |
| Dessers 38’ Nelson 65’ | Marcatori | 90+1’ David |

#### Fase ad eliminazione diretta
| Arbitro: | Maurizio Mariani |

|                      |           |                                                              |
| Natkho 13’ Jović 46’ | Marcatori | 20’, 77’ Toornstra 52’ Dessers 67’ Geertruida 71’ Sinisterra |

| Arbitro: | Anthony Taylor |

|                                    |           |             |
| Dessers 45’ Nelson 59’ Linssen 90’ | Marcatori | 61’ Ricardo |

| Arbitro: | Halil Umut Meler |

|                                     |           |                                   |
| Sinisterra 10’ Senesi 74’ Kökçü 86’ | Marcatori | 41’ Olayinka 67’ Sor 90+5’ Traoré |

| Arbitro: | Deniz Aytekin |

|            |           |                                |
| Traoré 14’ | Marcatori | 2’, 59’ Dessers 78’ Sinisterra |

| Arbitro: | Michael Oliver |

|                                 |           |                      |
| Dessers 18’, 46’ Sinisterra 20’ | Marcatori | 28’ Dieng 40’ Gerson |

| Marsiglia 5 maggio 2022, ore 21:00 CEST ← andata | Olympique Marsiglia | 0 – 0 (tot.: 2-3) referto | Feyenoord | Stadio Vélodrome (49 315 spett.)\| Arbitro: \| Sandro Schärer \| |
| Arbitro:                                         | Sandro Schärer      |                           |           |                                                                  |

#### Finale
| Arbitro: | István Kovács |

|             |           |  |
| Zaniolo 32’ | Marcatori |  |

## Statistiche
Aggiornate al 10 maggio 2023.

### Statistiche di squadra
| Competizione      | Punti    | In casa | In casa | In casa | In casa | In casa | In casa | In trasferta | In trasferta | In trasferta | In trasferta | In trasferta | In trasferta | Totale | Totale | Totale | Totale | Totale | Totale | DR  |
| Competizione      | Punti    | G       | V       | N       | P       | Gf      | Gs      | G            | V            | N            | P            | Gf           | Gs           | G      | V      | N      | P      | Gf     | Gs     | DR  |
| ----------------- | -------- | ------- | ------- | ------- | ------- | ------- | ------- | ------------ | ------------ | ------------ | ------------ | ------------ | ------------ | ------ | ------ | ------ | ------ | ------ | ------ | --- |
| Eredivisie        | 71       | 17      | 11      | 3       | 3       | 39      | 17      | 17           | 11           | 2            | 4            | 37           | 17           | 34     | 22     | 5      | 7      | 76     | 34     | +42 |
| KNVB beker        | 2º turno | 0       | 0       | 0       | 0       | 0       | 0       | 1            | 0            | 0            | 1            | 1            | 2            | 1      | 0      | 0      | 1      | 1      | 2      | -1  |
| Conference League | Finale   | 9       | 8       | 1       | 0       | 27      | 11      | 10           | 3            | 4            | 3            | 15           | 11           | 19     | 11     | 5      | 3      | 42     | 22     | +20 |
| Totale            | -        | 26      | 19      | 4       | 3       | 66      | 28      | 27           | 14           | 6            | 8            | 53           | 30           | 54     | 33     | 10     | 11     | 119    | 58     | +61 |

### Andamento in campionato
| Giornata  | 1 | 2 | 3 | 4 | 5 | 6 | 7 | 8 | 9 | 10 | 11 | 12 | 13 | 14 | 15 | 16 | 17 | 18 | 19 | 20 | 21 | 22 | 23 | 24 | 25 | 26 | 27 | 28 | 29 | 30 | 31 | 32 | 33 | 34 |
| --------- | - | - | - | - | - | - | - | - | - | -- | -- | -- | -- | -- | -- | -- | -- | -- | -- | -- | -- | -- | -- | -- | -- | -- | -- | -- | -- | -- | -- | -- | -- | -- |
| Luogo     | T | C | T | T | C | C | T | C | T | T  | C  | C  | T  | C  | C  | T  | C  | T  | C  | T  | C  | T  | C  | T  | C  | T  | T  | C  | T  | C  | T  | C  | T  | C  |
| Risultato | V | V | P | V | V | V | P | N | V | V  | V  | V  | N  | V  | V  | N  | P  | V  | P  | V  | V  | V  | V  | P  | N  | V  | P  | V  | V  | V  | V  | N  | V  | P  |
| Posizione | 2 | 1 | 4 | 5 | 4 | 3 | 5 | 5 | 4 | 4  | 3  | 3  | 3  | 2  | 2  | 3  | 3  | 3  | 3  | 3  | 3  | 3  | 3  | 3  | 3  | 3  | 3  | 3  | 3  | 3  | 3  | 3  | 3  | 3  |

Legenda:

Luogo: C = Casa; T = Trasferta. Risultato: V = Vittoria; N = Pareggio; P = Sconfitta.